# Plan to Take Over the World
Plan to Take Over the World es el primer trabajo lanzado al mercado de Shabutie, la formación que después sería conocida como Coheed and Cambria. Fue grabado en 1999 y distribuido por Wisteria Records. En este EP la banda es un trío, ya que Carleo acababa de dejar la formación.
La canción que abre el EP, "Wake Up", no tiene nada que ver con la canción del mismo título que aparece en el Good Apollo, I'm Burning Star IV, Volume One: From Fear Through the Eyes of Madness de Coheed and Cambria.

## Listado de canciones
1. "Wake Up"
2. "Disciple's Anthem"
3. "Star Cecil"
4. "Strong Short"
5. "Good Night"

## Créditos
- Claudio Sánchez - voz y guitarra
- Nate Kelley - batería
- Michael Todd - bajo

- Datos: Q7200935